# Volvarina ameliensis
Volvarina ameliensis is een slakkensoort uit de familie van de Marginellidae. De wetenschappelijke naam van de soort is voor het eerst geldig gepubliceerd in 1917 door Tomlin.